# Contre-amiral (France)
Pour les articles homonymes, voir Contre-amiral.
Contre-amiral, est un grade militaire, dans la Marine nationale française,,.

## Description
En France, le grade de contre-amiral, premier des grades des officiers généraux de la Marine nationale, équivaut à celui de général de brigade dans l'Armée de terre et la Gendarmerie nationale, et de général de brigade aérienne dans l'Armée de l'air. Son insigne se compose de deux étoiles et son appellation est « amiral ».
Sous l'Ancien Régime, le contre-amiral était le chef d'escadre le plus ancien d'une flotte. Il était chargé, sous le commandement d'un lieutenant-général des armées navales, de diriger l'arrière-garde de la flotte.